# علي طيلة
علي طيلة (مواليد 17 سبتمبر 1949) هو مبارز بالسيف تركي، مثّل بلاده في الألعاب الأولمبية الصيفية 1972.

## روابط خارجية
علي طيلة على موقع أوليمبيديا (الإنجليزية)